# طارق رزوقي (لاعب كرة قدم)
طارق رزوقي هو مدافع كرة قدم عراقي سابق لعب لمنتخب العراق في كأس الأمم العربية عام 1966. لعب لمنتخب العراق بين عامي 1966 و1967.